# Territorialprälatur Santiago Apóstol de Huancané
Die Territorialprälatur Santiago Apóstol de Huancané (spanisch Prelatura de Santiago Apóstol de Huancané) ist eine in Peru gelegene römisch-katholische Territorialprälatur mit Sitz in Huancané. Sie umfasst die Provinzen Huancané, Sandia und Moho sowie drei Distrikte der Provinz San Antonio de Putina (Ananea, Quilcapuncu und Sina).

## Geschichte
Die Territorialprälatur Santiago Apóstol de Huancané wurde am 3. April 2019 durch Papst Franziskus aus Gebietsabtretungen der Territorialprälaturen Ayaviri und Juli errichtet und dem Erzbistum Arequipa als Suffraganbistum unterstellt. Erster Prälat wurde Giovanni Cefai MSSP.